# Séverni (Bélgorod)
Séverni (ruso: Се́верный) es un asentamiento de tipo urbano de Rusia, perteneciente al raión de Bélgorod de la óblast de Bélgorod.
En 2021, el asentamiento tenía una población de 24 070 habitantes. En su territorio no hay pedanías.
Se ubica en la periferia septentrional de Bélgorod, en la salida de la ciudad a la carretera M2 que lleva a Kursk.

## Historia
Fue fundado en 1947 por la Unión Soviética para dar servicio a un sovjós de producción de carne y leche, denominado "Otkormsovjoz" (Откормсовхоз), que abrió en 1956. El nombre del asentamiento era originalmente "Zagotskotootkorm" (Заготскотооткорм) hasta que en 1968 adoptó su topónimo actual, que simplemente significa "norte" en referencia a su ubicación respecto a la capital regional. Desde finales del siglo XX ha crecido notablemente por su proximidad a Bélgorod, pasando de ser una localidad ganadera a una periferia urbana.